# Anthurium acutifolium
Anthurium acutifolium Engl., 1898 è una pianta della famiglia delle Aracee, endemica dell'America Centrale.